# Soiuz 34
Soiuz 34 (rus: Союз 34, Unió 34) va ser un vol espacial no tripulat de la Unió Soviètica en 1979 a l'estació espacial Saliut 6. Va ser enviat per abastir a la tripulació resident d'un vehicle de retorn segur després que el vol anterior, Soiuz 33, patís un problema de motor.
El control de missions va decidir redissenyar el motor utilitzat en la nau Soiuz com a resultat de l'error del Soiuz 33, i retornar la nau Soiuz 32 que hagués transportat a Vladímir Liàkhov i Valeri Riumin de l'estació espacial a la Terra sense tripulació, ja que tenia el mateix motor amb el problema del Soiuz 33. Soiuz 34 va tornar amb èxit la tripulació a la Terra 73 dies després del llançament.

## Tripulació
| Posició         | Crew Member de llançament | Crew Member d'aterratge              |
| --------------- | ------------------------- | ------------------------------------ |
| Comandant       | Cap                       | Vladímir Liàkhov Primer vol espacial |
| Enginyer de vol | Cap                       | Valeri Riumin Segon vol espacial     |

## Paràmetres de la missió
- Massa: 6800 kg
- Perigeu: 199 km
- Apogeu: 271,5 km
- Inclinació: 51,62°
- Període: 88,91 minuts